# Дифференциальная защита
Дифференциа́льная защи́та — один из видов релейной защиты, отличающийся абсолютной селективностью и выполняющийся быстродействующей (без искусственной выдержки времени). Применяется для защиты трансформаторов, автотрансформаторов, генераторов, генераторных блоков, двигателей, воздушных линий электропередачи и сборных шин (ошиновок).
Различают продольную и поперечную дифференциальные защиты.

## Продольная дифференциальная защита

### Принцип действия

Дифференциальная защита силового трансформатора

Принцип действия продольной дифференциальной защиты основан на сравнении токов фаз, протекающих через участки между защищаемым участком линии (или защищаемом аппаратом). Для измерения значения силы тока на концах защищаемого участка используются трансформаторы тока (TA1, TA2). Вторичные цепи этих трансформаторов соединяются с токовым реле (KA) таким образом, чтобы на обмотку реле попадала разница токов от первого и второго трансформаторов.
В нормальном режиме (1) значения величины силы тока вычитаются друг из друга, и в идеальном случае ток в цепи обмотки токового реле будет равен нулю. В случае возникновения короткого замыкания (2) на защищаемом участке на обмотку токового реле поступит уже не разность, а сумма токов, что заставит реле замкнуть свои контакты, выдав команду на отключение поврежденного участка.
В реальном случае через обмотку токового реле всегда будет протекать ток отличный от нуля, называемый током небаланса. Наличие тока небаланса объясняется рядом факторов:
- Трансформаторы тока имеют недостаточно идентичные друг другу характеристики. Чтобы снизить влияние этого фактора, трансформаторы тока, предназначенные для дифференциальной защиты, изготавливают и поставляют попарно, подгоняя их друг к другу ещё на стадии производства. Кроме того, при использовании дифференциальной защиты, например трансформатора, у измерительных трансформаторов тока изменяют число витков в соответствии с коэффициентом трансформации защищаемого трансформатора.
- Некоторое влияние на возникновение тока небаланса может оказывать намагничивающий ток, возникающий в обмотках защищаемого трансформатора. В нормальном режиме этот ток может достигать 5 % от номинального. При некоторых переходных процессах, например при включении трансформатора с холостого хода под нагрузку, ток намагничивания на короткое время может в несколько раз превышать номинальный ток. Для того чтобы учесть влияние намагничивающего тока, ток срабатывания реле принимают большим, чем максимальное значение намагничивающего тока.
- Неодинаковое соединение обмоток первичной и вторичной стороны защищаемого трансформатора (например, при соединении обмоток Y/Δ) так же влияет на возникновение тока небаланса. В данном случае во вторичной цепи защищаемого трансформатора вектор тока будет смещён относительно тока в первичной цепи на 30°. Подобрать такое число витков у трансформаторов тока, которое позволило бы компенсировать эту разницу, невозможно. В этом случае угловой сдвиг компенсируют с помощью соединения обмоток: на стороне звезды обмотки трансформаторов тока соединяют треугольником, а на стороне треугольника соответственно звездой.

Следует отметить, что современные микропроцессорные устройства защиты способны учитывать эту разницу самостоятельно, и при их использовании, как правило, вторичные обмотки измерительных трансформаторов тока соединяют звездой на обоих концах защищаемого участка, указав это в настройках устройства защиты.

Дифференциальная защита трёхфазного трансформатора, обмотки которого соединены по схеме Y/Δ)

### Область применения
Дифференциальная защита устанавливается в качестве основной для защиты трансформаторов и автотрансформаторов. Одним из недостатков такой защиты является сложность её исполнения: в частности, требуется наличие надёжной, помехозащищённой линии связи между двумя участками, на которых установлены трансформаторы тока. В связи с этим дифференциальную защиту применяют для защиты одиночно работающих трансформаторов и автотрансформаторов мощностью 6300 кВА и выше, параллельно работающих трансформаторов и автотрансформаторов мощностью 4000 кВА и выше и на трансформаторах мощностью 1000 кВА и выше, если токовая отсечка не позволяет добиться необходимой чувствительности при коротком замыкании на выводах высокого напряжения, а максимальная токовая защита имеет выдержку времени более чем 0,5 с.

## Поперечная дифференциальная защита

### Принцип действия
Принцип действия поперечной дифференциальной защиты так же заключается в сравнении значений токов, но в отличие от продольной, трансформаторы тока устанавливаются не на разных концах защищаемого участка, а на разных линиях, отходящих от одного источника (например, на параллельных кабелях, отходящих от одного выключателя). Если произошло внешнее короткое замыкание, то данная защита его не почувствует, так как разность значений силы тока, измеряемых на этих линиях, будет практически равна нулю. В случае же короткого замыкания непосредственно на одном из защищаемых кабелей разница токов не будет равняться нулю, что даст основание для срабатывания защиты.

### Область применения
Данная защита устанавливается на ВЛ.
Защита выбирает и отключает только одну поврежденную линию.
Защита состоит из пускового органа (токовое реле), которое включается так же, как и в продольной дифференциальной защите с участка направления мощности, включенного на разность токов защищаемых линий и на напряжение шин подстанции.
Оперативный ток подается на реле защиты через последовательное соединение вспомогательных контактов защищаемых линий для того, чтобы защита автоматически выводилась из действия при отключении одной из линий, во избежание её не селективного действия при внешнем КЗ.
Значение и знак вращающего момента у реле направления мощности зависит от значения тока, напряжения и угла между ними.
При КЗ на линии 1 ток в линии 1 будет больше тока в линии 2, поэтому их разность, то есть ток в реле, будет иметь такое же направление, как и ток в линии 1. Реле направления мощности замкнет контакт KW1 и защита отключит поврежденную линию 1.
При повреждении на линии 2 ток в ней будет больше тока в линии 1, и ток в реле изменит направление на противоположное. Замкнется контакт KW2 и защита отключит поврежденную линию 2.